# Marica (ninfa)

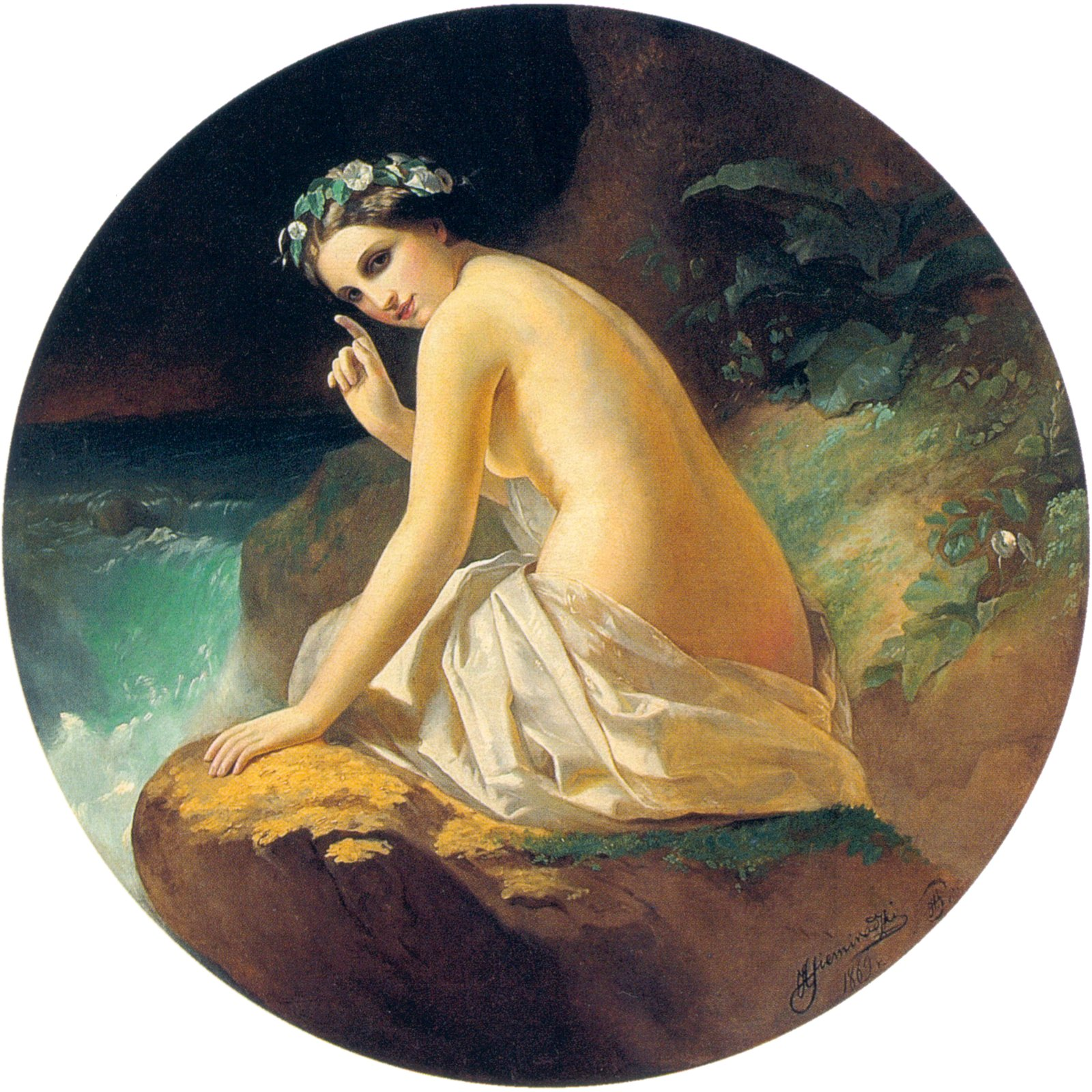
"Marica", pintura mitológicas de Henryk Siemiradzki, 1869.

En la mitología romana Marica era una ninfa que en algunas tradiciones era considerada madre de Latino. Es referida en al menos dos fuentes.
Virgilio dice que la ninfa es la antepasada del pueblo latino:
«El rey Latino, anciano ya, seguía gobernando en larga paz plácidamente campos y ciudades. Nació, según es fama, de Fauno y de la ninfa laurente Marica. Fauno fue hijo de Pico y este se envanecía de tenerte por padre a ti, Saturno. Fuiste tu, pues, Saturno el fundador de este linaje».
Tito Livio nos habla de los portentos y las levas:
En Minturnas habían sido alcanzados por rayos el templo de Júpiter y el bosque sagrado de Marica, al igual que la muralla y una puerta de Atela; los minturnenses, para que el horror fuese mayor, añadían que había brotado un reguero de sangre en una puerta de la ciudad. Además, en Capua había entrado un lobo por una puerta durante la noche y había desgarrado al centinela.